# Еберхард фон Щетен
Еберхард фон Щетен (на немски: Eberhard von Stetten; * 1527; † 1583) е благородник от стария франкски род фон Щетен в Баден-Вюртемберг. Фамилният дворец Щетен се намира днес в Кюнцелзау.
Той е син на Волфганг фон Щетен († 1547) и съпругата му Анна фон Розенберг († 1548), дъщеря на Михаел фон Розенберг († 1508) и Анна Рюд фон Бьодигхайм.

## Фамилия
Еберхард фон Щетен се жени за Маргарета фон Лайен, дъщеря на Петер фон Лайен (1488 – 1552) и Анна фон Динхайм († 1550). Те имат един син:
- Каспар фон Щетен, женен 1596 г. за Агата фон Геминген (1566 – 1606), дъщеря на Дитрих фон Геминген (1526 – 1587) и Анна фон Найперг (1534 – 1581)